# Sherwood Spring
Sherwood Clark Spring detto Woody (Hartford, 3 settembre 1944) è un ex astronauta statunitense. Ha partecipato alla missione spaziale Shuttle STS-61-B nel 1985 come specialista di missione.
Ha passato 165 ore nello spazio, 12 delle quali in EVA (attività extra veicolare). Inoltre ha accumulato 3.500 ore di volo in 25 diversi aerei militari e civili; oltre 1.500 di queste ore sono state spese in aerei a reazione.

## Biografia
Spring è stato selezionato come astronauta nel maggio 1980. Ha preso parte alla missione dello Space Shuttle STS-61-B in cui ha svolto l'EVA (attività extra veicolare). Dopo il suo ritiro dalla NASA nell'agosto del 1988 Spring ha trascorso i successivi cinque anni dirigendo lo Space Program Office dell'esercito a Washington, DC. Si ritirò dall'esercito nel luglio 1994 e ha lavorato come imprenditore ai programmi di difesa e di intelligence nella zona di Washington, DC.

## Vita privata
Spring è sposato con due figli di cui uno è l'olimpionico statunitense Justin Spring.